# Cochranella ritae
Cochranella ritae là một loài ếch thuộc họ Centrolenidae.
Loài này có ở Brasil, Colombia, và có thể cả Peru.
Môi trường sống tự nhiên của chúng là rừng ẩm vùng đất thấp nhiệt đới hoặc cận nhiệt đới và sông ngòi.
Chúng hiện đang bị đe dọa vì mất môi trường sống.